# Search & Destroy
Search & Destroy är en EP av det amerikanska emo-/punkrockbandet Samiam, utgiven 1999 på skivbolaget Burning Heart Records.

## Låtlista
1. "Factory"
2. "Search & Destroy"
3. "Bad Day"
4. "My Convenience"
5. "Stepson"
6. "Don’t Break Me"

### Fotnoter
1. ↑  ”Search & Destroy”. Discogs.com. http://www.discogs.com/Samiam-Search-Destroy/release/2012402. Läst 3 maj 2012.